# حمید مجتهدی
حمید مجتهدی بیدآبادی (زاده ۱۳۲۰ تهران - درگذشته ١ تیر ١۴٠٠) تصویربردار و کارگردان ایرانی و سازنده اثر مشهور «مستند ایران» بود. او در یکم تیر ١۴٠٠ درگذشت.

## زندگی‌نامه
حمید مجتهدی مدرک کارشناسی خود را در رشته سینماتوگرافی و عکاسی از ریجنت کالج دانشگاه لندن دریافت کرد. وی هم‌چنین تخصص فیلمبرداری، نورپردازی و فیلمبرداری هوایی از دانشگاه کالیفرنیا، لس‌آنجلس (یو سی ال ای) ایالات متحده داشت. نخستین فیلم او مومیایی بود که در سال ۱۳۴۵ کارگردانی کرد. وی سه سال بعد موسسه سینمایی چهلستون را تأسیس نمود.
مجتهدی با مصطفی عقاد در فیلم‌های محمد رسول‌الله (رسالت) و عمرمختار (شیر صحرا)، همکاری کرده‌است.
وی که عنوان سومین فیلمبردار هوایی دنیا را در اختیار دارد، کارگردان و مدیر فیلمبرداری مجموعه مستند ایران است که از شبکه مستند سیما پخش شد و به معرفی جاذبه‌های فرهنگی کشور ایران می‌پردازد. فیلم مستند دماوند نیز دیگر ساخته او است.
مجتهدی در یکم تیر ١۴٠٠ پس از یک دوره بیماری سرطان کبد و عوارض آن درگذشت. 

## فیلم‌شناسی
1. آسمون بی ستاره (۱۳۵۰)
2. قصه دل‌ها (۱۳۴۸)
3. دروازه تقدیر (۱۳۴۶)
4. هفت شهر عشق (۱۳۴۶)
5. مومیایی (۱۳۴۵)